# عبد الرحمن البيشي
عبد الرحمن الدعرمي البيشي لاعب كرة قدم سعودي من مواليد 1 رجب 1403 هـ / 15 أبريل 1983.

## مسيرة اللاعب
شارك مع المنتخب السعودي في كاس امم آسيا 2004. تدرج بالفئات السنية بنادي النصر كانت بدايته في عام 2001 يجيد اللعب كصانع لعب وكراس حربه ومهاجم ثاني انضم إلى المنتخب السعودي الأولمبي في تصفيات اولمبياداثيا2004 اختير ضمن أفضل عشرة لاعبين شباب في العالم عام2003 بحسب موقع الاتحاد الدولي الدولي للفيفانهى نادي النصر عقده مطلع موسم 2009/2008 وهو حاليا غير مرتبط باي نادي.. أول هدف له كان أمام الند التقليدي الهلال والتي كانت أول مباراة له وسجل هدفاً رائعاً بعدما تلاعب بالدفاع الهلالي ليقابل أخير عميد الحراس في العالم محمد الدعيع ويسجلها هدف ولاأروع..
لم يحصل على كارت أحمر طوال مشواره الرياضي سواء مع المنتخب اومع النادي عرف بانه متخصص في نادي الهلال شارك مع النصرفي ثماني معسكرات غادر فريق النصر في صيف 2009 وفي ربيع 2010 انتقل إلى نادي سدوس اواخر موسم 2009-2010 وفي موسم 2011 اعتزل الوسط الرياضي نهائيًا.

## الحياة الشخصية
هو شقيق اللاعب مبارك البيشي و أصيب عبد الرحمن بمرض نادر وخطير و هو التصلب الجانبي الضموري في عام 2019.

## روابط خارجية
- عبد الرحمن البيشي على موقع قاعدة بيانات كرة القدم.إي يو (الإنجليزية)
- عبد الرحمن البيشي على موقع ناشيونال فوتبول تيمز (الإنجليزية)
- عبد الرحمن البيشي على موقع كووورة